# Mysidia knighti
Mysidia knighti är en insektsart som beskrevs av Broomfield 1985. Mysidia knighti ingår i släktet Mysidia och familjen Derbidae. Inga underarter finns listade i Catalogue of Life.